# だってそうじゃない!?
『だってそうじゃない!?』は、LINDBERGの16作目のシングル。

## 概要
- 富士フイルム「AXIA J'Z」CMソング
- 「EXTRA FLIGHT II -human aircraft-」ギターリフから渡瀬のシャウトで始まるバージョンとなっている

## 収録曲
1. だってそうじゃない!? (4:28)
（作詞：渡瀬マキ／作曲：川添智久／編曲：須貝幸生、LINDBERG）
2. だってそうじゃない!?（カラオケバージョン） (4:28)